# Йежи Сковронек
Йѐжи Сковро̀нек (на полски: Jerzy Skowronek) е полски историк, специалист по славянска история, архивист, професор във Варшавския университет, директор на Полските държавни архиви. Съавтор на монументалния труд „История на южните и западните славяни“ (на полски: Historia Słowian południowych i zachodnich).

## Биография
Йежи Сковронек е роден на 21 юни 1937 година в Радом. През 1971 година защитава докторска дисертация. Преподава във Варшавския университет, където от 1983 година е професор. В своята научна кариера изследва историята на Полша, Централна, Източна и Югоизточна Европа през XVIII – XIX век. През 1993 година е избран за директор на Държавните архиви. Загива в автомобилна катастрофа на 23 юли 1996 година във Франция. На 31 юли 1996 година посмъртно е удостоен с Офицерски кръст на ордена на Възраждане на Полша.

## Научни трудове
- Antynapoleońskie koncepcje Czartoryskiego (1969)
- Historia Słowian południowych i zachodnich (1977) – в съавторство с Мечислав Танти и Тадеуш Вашилевски
- Sprzymierzeńcy narodów bałkańskich (1983)
- Z magnackiego gniazda do napoleońskiego wywiadu. Aleksander Sapieha (1992)
- Adam Jerzy Czartoryski 1770 – 1861 (1994)